# Joana de Savoia
Per la Joana de Savoia duquessa consort de Bretanya i vescomtessa de Llemotges, vegeu Joana de Savoia (morta el 1344)
Joana de Savoia, rebatejada Anna després del seu matrimoni, nascuda el 1306, morta cap a 1360, filla d'Amadeu V de Savoia, comte de Savoia, i de Maria de Brabant (filla de Joan I, duc de Brabant i duc de Limburg, i de Margarida de França, filla de Lluís IX de França el Sant i de Margarida de Provença.

## Biografia
L'any 1325, el comte Eduard I de Savoia va concedir la mà de la seva germanastra a Andrònic III Paleòleg emperador romà d'Orient, vidu d'Irene de Brunswick. Andrònic III Paleòleg es trobava immers en una guerra civil amb el seu avi Andrònic II Paleòleg, al qual reclama el tron des del 1321. Aquesta aliança entre Orient i Occident sembla haver estat afavorida per Teodor Comnè Ducas Paleòleg, marquès de Montferrat, que intentava reforçar la seva posició a la regió. Per als Savoia, també era una aliança beneficiosa, ja que s'unia a una dinastia imperial. Aquesta unió també situaria els comtes de Savoia com a intermediaris entre les dues esferes d'influència al Mediterrani.
Segons explica Joan VI Cantacuzè a Ἱστοριῶν Βιβλία Δ (Història en 4 llibres), el matrimoni es va celebrar a l'octubre del 1326. Durant la cerimònia va renunciar a la seva religió i es va unir a l'Església Ortodoxa, canviant el nom de Joana pel d'Anna. Aquest nom no es va utilitzar mai per designar-la en els documents catòlics.
Joana de Savoia va tenir amb Andrònic III Paleòleg sis fills:
- Irene (1327 † després de 1356), casada a Adrianòpolis el 1336 amb Miquel I Assèn, tsar de Bulgària († 1354)
- Joan V Paleòleg (1332 † 1391)
- Miquel Paleòleg, (1337 † 1370), que va ser dèspota.
- Teodor Paleòleg, mort després de 1405, governador de Lemnos
- Maria Paleòloga, casada el 1355 amb Francesc I Gattiluso, arcont de Lesbos († 1384)
- Teodora († 1376), casada amb un Filantropè.

A la mort d'Andrònic III el juny de 1341, va governar en nom del seu fill menor Joan V Paleòleg, sota cobertura del seu primer ministre Alexis Apokaukos. Es va oposar a Joan VI Cantacuzè, que es va proclamar emperador sota el nom de Joan VI l'octubre de 1341. De resultes d'una llarga guerra civil, Joan VI va entrar a Constantinoble el febrer de 1347 i Anna es va haver de sotmetre a les condicions del vencedor. El 1351, s'instal·la a Tessalònica, on tingué la cort fins a la seva mort; el seu fill Joan V fou restablert a Constantinoble a partir de novembre 1354.